# Clementin
Clementin eller klementin (Citrus reticulata Clementina-gruppen) är en grupp växtsorter inom arten småcitrus (C. reticulata), som växer i form av ett litet träd. Dess frukt, även den benämnd clementin, är en mycket odlad citrusfrukt med en säsong koncentrerad kring slutet av året. Frukten clementin är en vanlig ingrediens på julbordet i bland annat Sverige.
Clementiner säljs året om. Satsuma säljs främst i oktober till januari samt i mars, och tangerinen i början av året.

## Biologi och historik
Clementinen är en hybrid mellan småcitrus och apelsin (alternativt med pomerans). Namnet härrör från växtförädlaren Marie-Clément Rodier (1839–1904), en fransk ordensbroder verksam i Algeriet.
Clementinträdet kan få upp till 200 000 blommor. Endast cirka en procent av dessa beräknas ge upphov till en frukt som växer sig skördemogen.

### Frukten
Clementinfrukten är oftast kärnfri. Den är upp till 8 cm i diameter, har skal som är orange med en röd anstrykning. Frukten är lättskalad, och klyftorna faller lätt isär. Den har ett saftigt och sött eller sötsyrligt fruktkött, och aromen är intensiv. En clementin är sötare än en satsuma.

## Produktion
Clementinen är en av de populäraste citrusfrukterna. Den produceras bland annat i Kina, Spanien, Brasilien, Turkiet, Egypten och USA. De fyra största exportländerna är Spanien, Kina, Turkiet och Marocko.

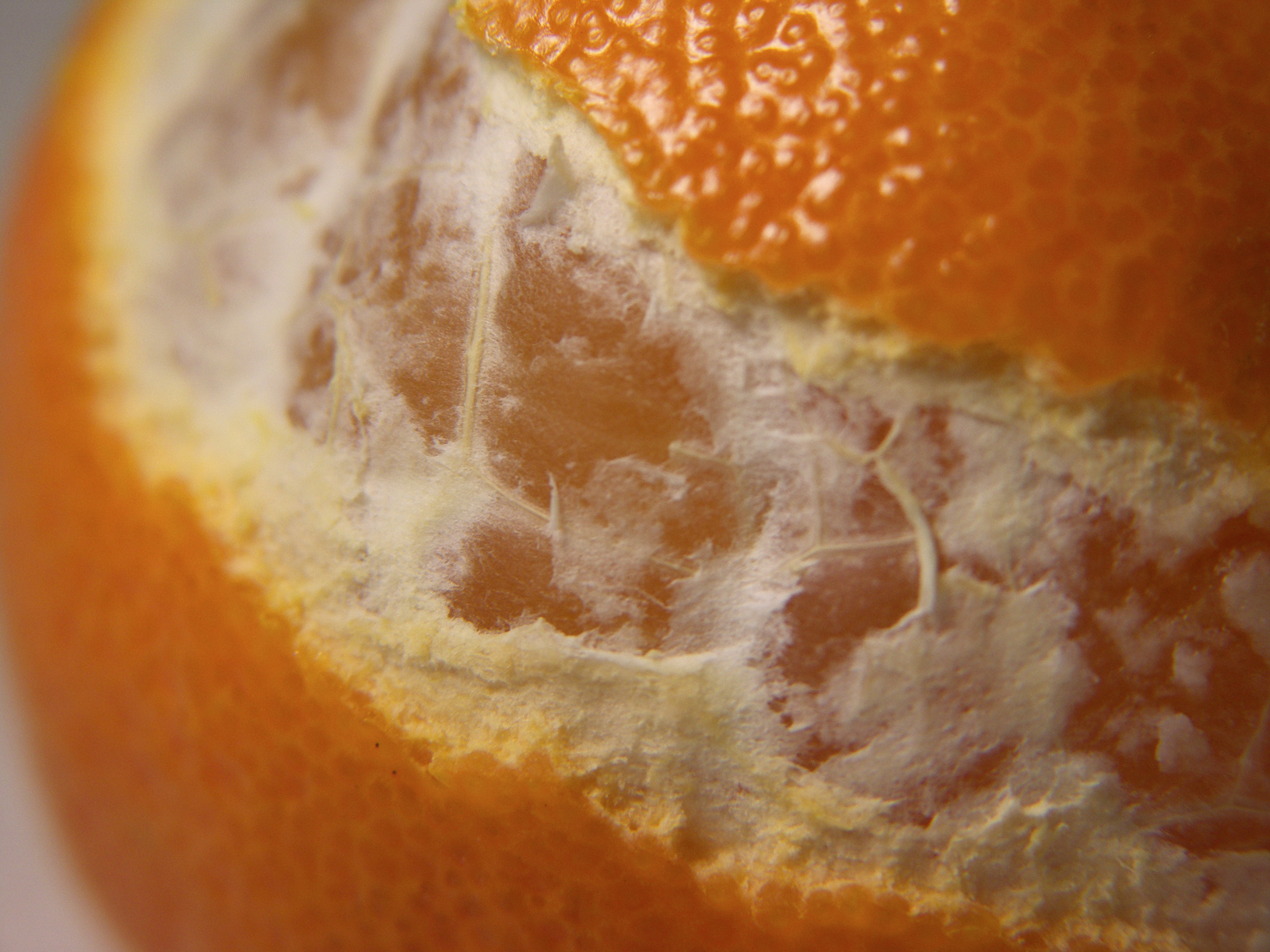
En delvis skalad clementin.

## Synonymer
Citrus clementina Tanaka